# Enköpings SK
Enköpings SK (ESK) är en sportklubb i Enköping i Sverige. Den bildades 5 mars 1914. Föreningen är sedan 1995 indelad i sektionsföreningar.

## Spelarprofiler
- Tomasz Stolpa
- Olle Kullinger
- Andreas Hermansson

## Sektioner
- Bandy, se vidare Enköpings SK Bandy.
- Fotboll, se vidare Enköpings SK Fotboll.
- Gymnastik, se vidare Enköpings SK GF.
- Ishockey, se vidare Enköpings SK HK.

### Fotnoter
1. ↑  Martin Alsiö (17 maj 2004). ”De allsvenska klubbarnas födelsedagar”. Bolletinen. http://www.bolletinen.se/sfs/allsvenskan/grundades.pdf. Läst 10 oktober 2011.
2. ↑  http://www.ishockeytabeller.se/lag-uppland